# Orientklotspindel
Orientklotspindel (Achaearanea tabulata) är en spindelart som beskrevs av Levi 1980. I den svenska databasen Dyntaxa används istället namnet Parasteatoda tabulata. Enligt Catalogue of Life ingår orientklotspindel i släktet Achaearanea och familjen klotspindlar, men enligt Dyntaxa är tillhörigheten istället släktet Parasteatoda och familjen klotspindlar. Arten är reproducerande i Sverige. Inga underarter finns listade i Catalogue of Life.